# Ophiomyia eucodonus
Ophiomyia eucodonus este o specie de muște din genul Ophiomyia, familia Agromyzidae, descrisă de Erich Martin Hering în anul 1960.
Este endemică în Germania. Conform Catalogue of Life specia Ophiomyia eucodonus nu are subspecii cunoscute.